# Jim Mickle
Jim Mickle (nascut el 1979) és un director i escriptor nord-americà, conegut per pel·lícules com Mulberry Street, Stake Land, Som el que som i Fred al juliol. També va co-desenvolupar la sèrie de SundanceTV Hap and Leonard, i la sèrie de Netflix Sweet Tooth.

## Primers anys
Jim Mickle va néixer a Pottstown (Pennsilvània) el 1979. Mickle es va inspirar per convertir-se en director després de veure L'exèrcit de les tenebres. Va assistir a la Universitat de Nova York i es va graduar a 2002. Va treballar com a ajudant de producció i va agafar una sèrie de pel·lícules de directors novells que no havien anat a l'escola de cinema. Les experiències van ser frustrants per a ell i va descriure les pel·lícules com a projectes de vanitat. Mickle prefereix dirigir i editar a escriure, i se sent atret per la flexibilitat i la intensitat de les pel·lícules de terror.

## Carrera
Mickle i Nick Damici es van conèixer mentre treballaven en una pel·lícula de tesi d'estudiant l'any 2001. Mentre hi havia, van tenir la idea d'una pel·lícula de zombis. Aquest concepte finalment es va transformar en la seva primera col·laboració, Mulberry Street, una pel·lícula de terror sobre la gentrificació a Nova York. La segona pel·lícula de Mickle , Stake Land, va ser una selecció de la crítica de New York Times. La seva pel·lícula de 2013 Som els que som es va projectar al Festival de Cinema de Sundance de 2013 i a la secció Quinzena de Cineastes del 66è Festival Internacional de Cinema de Canes.Va dirigir l'adaptació cinematogràfica de la novel·la de Joe R. Lansdale Cold in July, en què va protagonitzar Michael C. Hall, i ha treballat a Esperanza, la història d'un incendi forestal fatal al sud de Califòrnia, adaptada per Sean O'Keefe d'un llibre de John N. Maclean. El 2016 Mickle & Damici van desenvolupar la sèrie de televisió Hap andLeonard, basat en les novel·les de Joe R. Lansdale, amb Mickle dirigint diversos episodis durant les tres temporades de la sèrie.

## Premis
| Any  | Organització                                            | Premi                                                                             |
| ---- | ------------------------------------------------------- | --------------------------------------------------------------------------------- |
| 2007 | Toronto After Dark Film Festival                        | Premi After Dark Spirit                                                           |
| 2007 | Festival de Cinema Fantàstic d'Amsterdam                | Menció especial                                                                   |
| 2010 | Festival Internacional de Cinema de Toronto             | Premi People's Choice                                                             |
| 2011 | Festival Internacional de Cinema Fantastic de Neuchâtel | Special mention                                                                   |
| 2014 | Festival de Cinema de Sitges                            | Millor director en la Categoria Oficial Premi Fantàstic Òrbita per Fred al juliol |

## Filmografia

### Com a director
| Títol                     | Any       | Metacritic | Rotten Tomatoes | Notes              |
| ------------------------- | --------- | ---------- | --------------- | ------------------ |
| Mulberry Street           | 2006      | N/A        | 70%             |                    |
| Stake Land                | 2010      | 66/100     | 75%             |                    |
| Som el que som            | 2013      | 69/100     | 85%             |                    |
| Fred al juliol            | 2014      | 73/100     | 85%             |                    |
| Hap and Leonard           | 2016–2018 | 73/100     | 87%             | Sèrie de televisió |
| In the Shadow of the Moon | 2019      | 48/100     | 59%             |                    |
| Sweet Tooth               | 2021      | 78/100     | 97%             | sèrie de televisió |
| God Country               | TBA       | TBD        | TBD             | [ 24 ]             |